# Missing Children Argentina
La asociación Missing Children Argentina fue creada a finales del año 1999 y se constituyó con un grupo de voluntarios de la asociación civil sin fines de lucro "Missing Children - Chicos Perdidos de Argentina".

## Objetivo
La asociación se creó con la intención de crear un sistema ágil, eficaz y eficiente para la búsqueda de menores perdidos, entendiéndose por tales a los menores de edad según la ley de su domicilio y a los incapaces, judicialmente declarados como tales.
Entre sus actividades figuran la colaboración con la Justicia y las fuerzas de seguridad haciendo un seguimiento de las instancias jurídicas e investigativas, difusión a través de los medios de comunicación que colaboran con las fotos de los menores, así como apoyo a las familias y trabajar en  la sensibilización de la población a través de publicación de datos sobre los menores desaparecidos.